# Colors of Crime
Colors of Crime (Alternativtitel: Farben des Todes, Originaltitel: Sketch Artist) ist ein US-amerikanischer Thriller von Phedon Papamichael aus dem Jahr 1992.

## Handlung
Jack Whitfield ist ein Zeichner, der anhand der Zeugenaussagen Phantombilder erstellt. Einer Nacht wird ein bekannter Designer ermordet, die Botin Daisy Drew beobachtet in der Nähe des Tatorts eine Frau. Whitfield zeichnet das Bild der Frau und stellt fest, dass es seiner Ehefrau Rayanne sehr ähnlich ist. Whitfield erstellt schnell ein anderes Bild.
Das gefälschte Bild weist auf eine unschuldige Fotografin als Täterin hin. Whitfield sucht auf eigene Hand den wahren Täter. Als Drew getötet wird, wird Whitfield von der Polizei verdächtigt. Er findet den Täter, seine Frau verlässt ihn jedoch.

## Kritiken
Das Lexikon des internationalen Films schrieb, der Film sei „geschickt konstruiert“ und „sorgfältig inszeniert“. Er fordere vom Zuschauer „Konzentration und Mitdenken“.
Georg Seeßlen schrieb in seinem Buch „Drew Barrymore“, der Film habe „gute Kritiken“ erhalten.

## Hintergrund
Im Jahr 1995 folgte die Fortsetzung Das Portrait des Killers (Sketch Artist II: Hands That See) mit Jeff Fahey und Courteney Cox.